# Merilin
Die Merilin wurde als Cat No. 1 im Auftrag der Reederei Norden-Frisia in Australien gebaut und für die schnelle Überfahrt nach Helgoland verwendet. Weitere Reedereien wie die Förde Reederei Seetouristik (20 Prozent), die AG Ems (20 Prozent) und die Wyker Dampfschiffs-Reederei (10 Prozent) waren an dem Schiff beteiligt. Mit der Cat No. 1 wurden zunächst in der Saison täglich zwei Abfahrten von Cuxhaven nach Helgoland sowie weitere Abfahrten von Borkum, Norderney, Langeoog, Sylt und Amrum angeboten, von 2001 an auch ab Hooksiel. Von 2005 an fuhr er von Wilhelmshaven nach Helgoland.
Das Schiff wurde mit Wirkung zum 20. Dezember 2006 an das Fährunternehmen Linda Line Express in Tallinn verkauft. Der Grund für den Verkauf waren zu hohe Betriebskosten, die nicht mehr durch entsprechend hohe Fahrpreise aufgefangen werden konnten. Von dem neuen Eigentümer wird es seit Frühjahr 2007 als Merilin unter der Flagge Estlands zusammen mit zwei Tragflügelbooten im Liniendienst zwischen Tallinn und Helsinki eingesetzt. Im Februar 2017 wurde das Schiff an Daezer Shipping verkauft und in Eldorado umbenannt. Seit April 2017 wird es von einem koreanischen Schiffsmakler in Busan zum Verkauf angeboten.

## Galerie

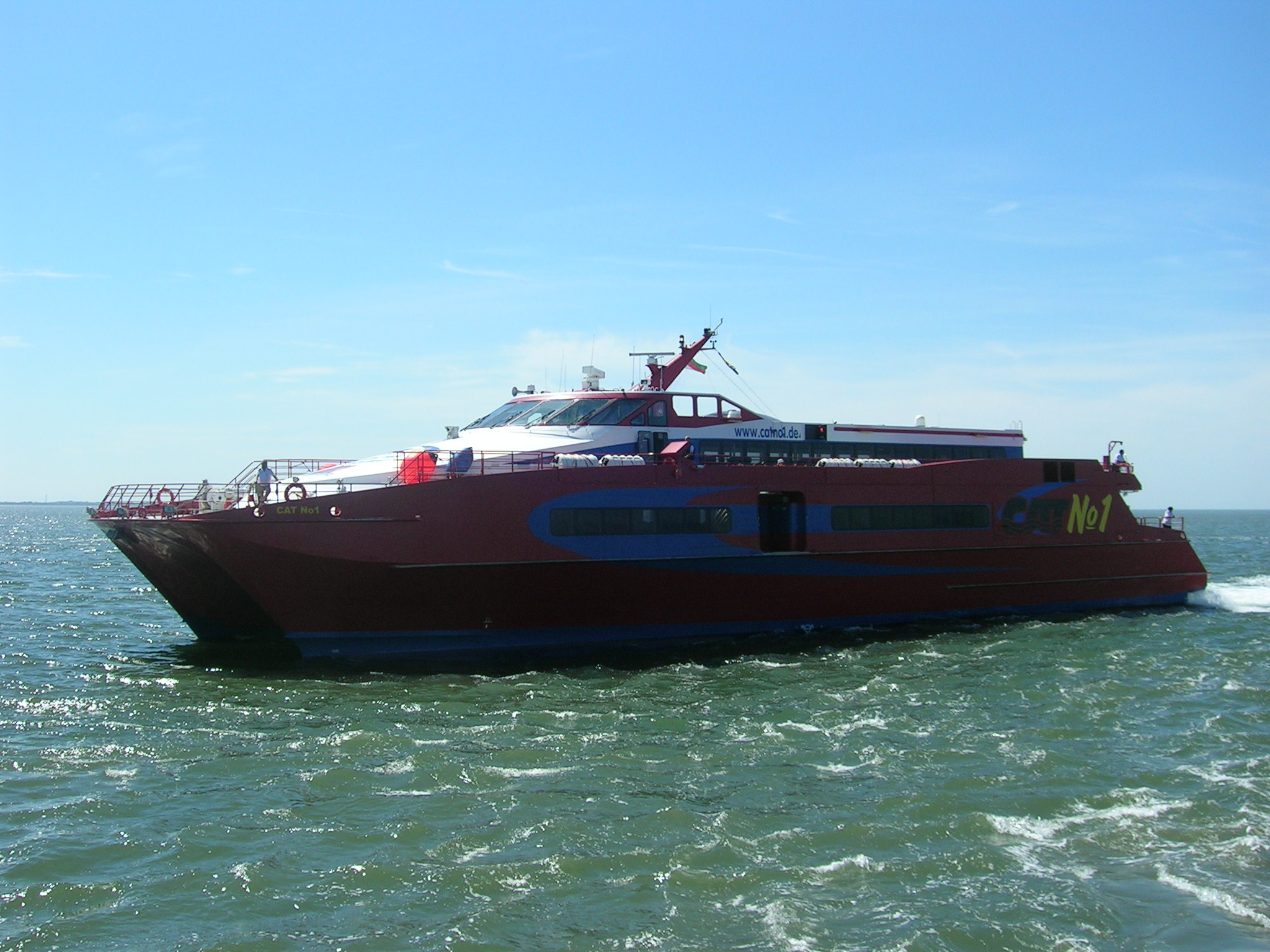
Cat No1 der Frisia Reederei vor Norderney
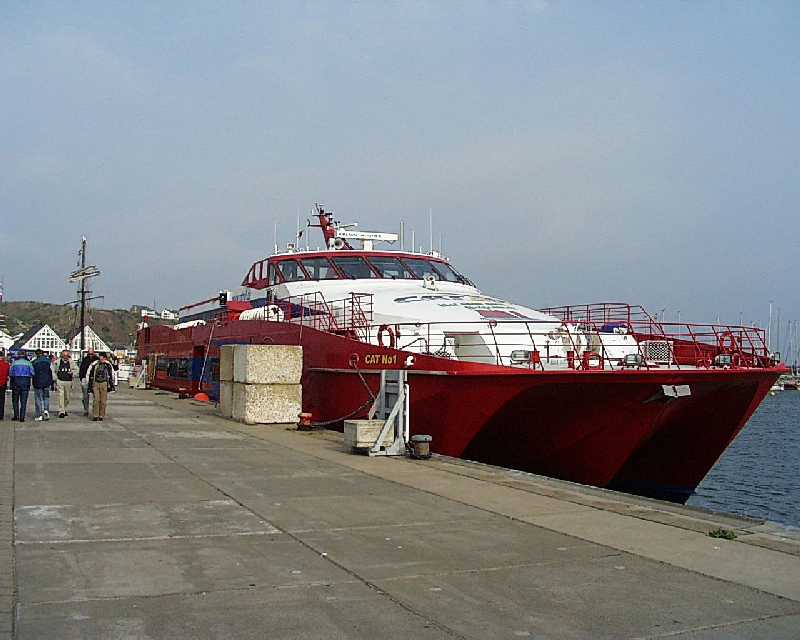
Hier im Hafen von Helgoland